# Deutsch-Südwestafrikanische Zeitung
Die Deutsch-Südwestafrikanische Zeitung (DSWAZ) war eine deutschsprachige Zeitung in Deutsch-Südwestafrika, dem heutigen Namibia. 
Sie erschien als Nachfolger des Windhoeker Anzeiger (1898–1901 in Windhoek) von 1901 bis 1914. Dieser war vom Rechtsanwalt Georg Wasserfall gegründet und geleitet worden, der aufgrund der Nähe zur Kolonialverwaltung 1901 nach Swakopmund zog und die Zeitung umbenannte. 1911 übernahm die Swakopmunder Buchhandlung die Zeitung und fusionierte diese mit der Swakopmunder Zeitung des Verlags Peter & Stolze.
Die DSWAZ galt als Organ des Deutsch-Südwestafrikanischen Verbandes und der Hamburgischen Vereinigung für Deutsch-Südwestafrika.
Die DSWZA war eine von diversen Zeitungen in der deutschen Kolonie. Die Deutsch-Südwestafrikanische Zeitung wurde in Swakopmund verlegt und erschien zunächst drei bis fünf Mal pro Woche, später nur noch monatlich. Wöchentlich enthielt sie eine landwirtschaftliche Beilage.